# Suzanne de Heij
Suzanne de Heij (27 maart 1981) groeide op in Alphen aan den Rijn en is een Nederlandse (musical)actrice.

## Opleiding
- 1990-1993: Theaterschool Z&H, te Waddinxveen en Gouda
- 1998-2001: Frank Sanders Academie voor Musicaltheater, Amsterdam
- Zangles: Lisette Emmink, Margot Giselle, Marja Gamal, Jimmy Hutchinson, Leny Vermaire en Alberto ter Doest.
- Acteerles: Judith Brokkinge en Henny Kaan.

## Theater
Tijdens haar opleiding speelde ze in de voorstellingen:
- Geen maan vannacht
- Cabaret
- 5 x sorry = 6 te veel
- Het Koekoeksnest

| Jaar      | Titel                          | Rol                                        | Producent                                               |
| --------- | ------------------------------ | ------------------------------------------ | ------------------------------------------------------- |
| 2001      | Sonneveld                      | Lia Dorana / Ensemble                      | Domizia Theaterproducties / Tekstpierement              |
| 2002      | The Sound of Music             | Ensemble / Understudy zuster Berthe        | Joop van den Ende Theaterproducties                     |
| 2003-2006 | Mamma Mia!                     | Lisa / Understudy Sophie                   | Joop van den Ende Theaterproducties                     |
| 2006      | La Vie parisienne              | Pauline en Mme de Folle-Verdure            | Nederlands Operette Theater                             |
| 2007-2009 | Dinnershows 'Music all around' |                                            |                                                         |
| 2008-2009 | Sunset Boulevard               | Swing on-stage en Assistent Dance Captain  | Joop van den Ende Theaterproducties                     |
| 2009-2010 | Mamma Mia!                     | Swing / Understudy Lisa                    | Joop van den Ende Theaterproducties                     |
| 2011-2012 | Zorro                          | Ensemble / Understudy Inez                 | Joop van den Ende Theaterproducties                     |
| 2012-2013 | Wicked                         | Ensemble / Understudy Elphaba              | Joop van den Ende Theaterproducties                     |
| 2012      | Benefietconcert 'Just Once'    |                                            | Stichting Amal                                          |
| 2013-2014 | Sister Act                     | Tina / Understudy Zuster Maria van Servaes | Joop van den Ende Theaterproducties/Stage Entertainment |
| 2018-2019 | The Addams Family              | Ensemble / Understudy Elles Beineke        | TEC Entertainment i.s.m. De Theateralliantie            |
| 2019-2020 | Anastasia                      | Swing                                      | Stage Entertainment                                     |
| 2020-2021 | Come from Away                 | Standby Hannah O'Rourke en Diane Grey      | MediaLane                                               |

## Televisie
In het najaar van 2009 was ze een van de elf finalisten van het programma Op zoek naar Mary Poppins. Tijdens het tweede gedeelte van de eerste liveshow stond ze in de Sing-Off waarin ze samen met Irene Borst het nummer 'Laat me niet alleen' van Jacques Brel zong. Willem Nijholt kiest Irene en voor Suzanne is het Mary Poppins-avontuur afgelopen.

## Commercials
- DSB Bank
- Campina
- Internet bedrijfsfilmpjes